# 潘夏莉
潘夏莉（1980年—），广西钟山人，瑶族，中华人民共和国政治人物、第十二届全国人民代表大会广西地区代表。
毕业于广西师范大学音乐教育。2013年，担任全国人大代表。